# いつの日にか…
「いつの日にか…」（いつのひにか…）は、島谷ひとみの9枚目のシングル。2002年10月23日にavex traxよりリリースされた（CCCD）。
表題曲は、少年の日の叶わなかった恋を切なく追想するミディアム・バラード。
2003年の3枚目のアルバム『GATE〜scena III〜』に『GATE version』が収録されている。

## 収録曲
1. いつの日にか…
  - 作詞・作曲:酒井ミキオ/編曲:酒井ミキオ・上野圭市）

TBS『王様のブランチ』10月・11月テーマソング
2. 解放区(2002オリジナル・ヴァージョン)
  - 作詞：松井五郎/作曲:織田哲郎/編曲:明石昌夫）
3. 市場に行こう（メランコリック・ヴァージョン）
  - 作詞:康珍化/作曲:迫茂樹/編曲:鈴木健治）
4. いつの日にか…（Instrumental）